# Híres tatárok listája
Ezen a listán híres tatárok találhatók:

## Sportolók
- Ruszlan Csagajev – ökölvívó[1]
- Marat Mihajlovics Szafin – teniszező[2]
- Gyinara Szafina – teniszező[3], Marat Szafin testvére
- Gyinyijar Rinatovics Biljaletgyinov – labdarúgó
- Rinat Daszajev – labdarúgó (kapus)
- Gyinyijar Rinatovics Biljaletgyinov – labdarúgó
- Rustem Dautov – sakkozó
- Marat Nailevics Izmajlov – labdarúgó
- Alina Ilnazovna Zagitova – műkorcsolyázó
- Alija Musztafina – tornász

## Üzleti élet
- Rinat Leonyidovics Ahmetov – üzletember, politikus (a leggazdagabb ukrán)
- Rusztam Vasziljevics Tariko
- Elvira Szahipzadovna Nabiullina – közgazdász, az Orosz Nemzeti Bank vezetője

## Művészet
- Dajana Jurjevna Kirillova – énekes
- Rudolf Hametovics Nurejev – balettművész
- Chulpan Khamatova – színésznő
- Zemfira Ramazanova – énekesnő
- Irina Valerjevna Sajhliszlamova (Irina Sheik) – modell
- Cüneyt Arkın – színész
- Alsou Ralifovna Abramova (Alsou) – énekesnő